# Alexandra Croack
Alexandra Croack (Australia, 9 de julio de 1984) es una clavadista o saltadora de trampolín australiana especializada en plataforma de 10 metros, donde consiguió ser subcampeona mundial en 2011 en los saltos sincronizados.

## Carrera deportiva
En el Campeonato Mundial de Natación de 2011 celebrado en Shanghái (China) ganó la medalla de plata en los saltos sincronizados desde la plataforma de 10 metros, con una puntuación de 325 puntos, tras las chinas (oro con 362 puntos) y por delante de las alemanas (bronce con 326 puntos), siendo su pareja de saltos Melissa Wu.